# Aurlandsfjellet

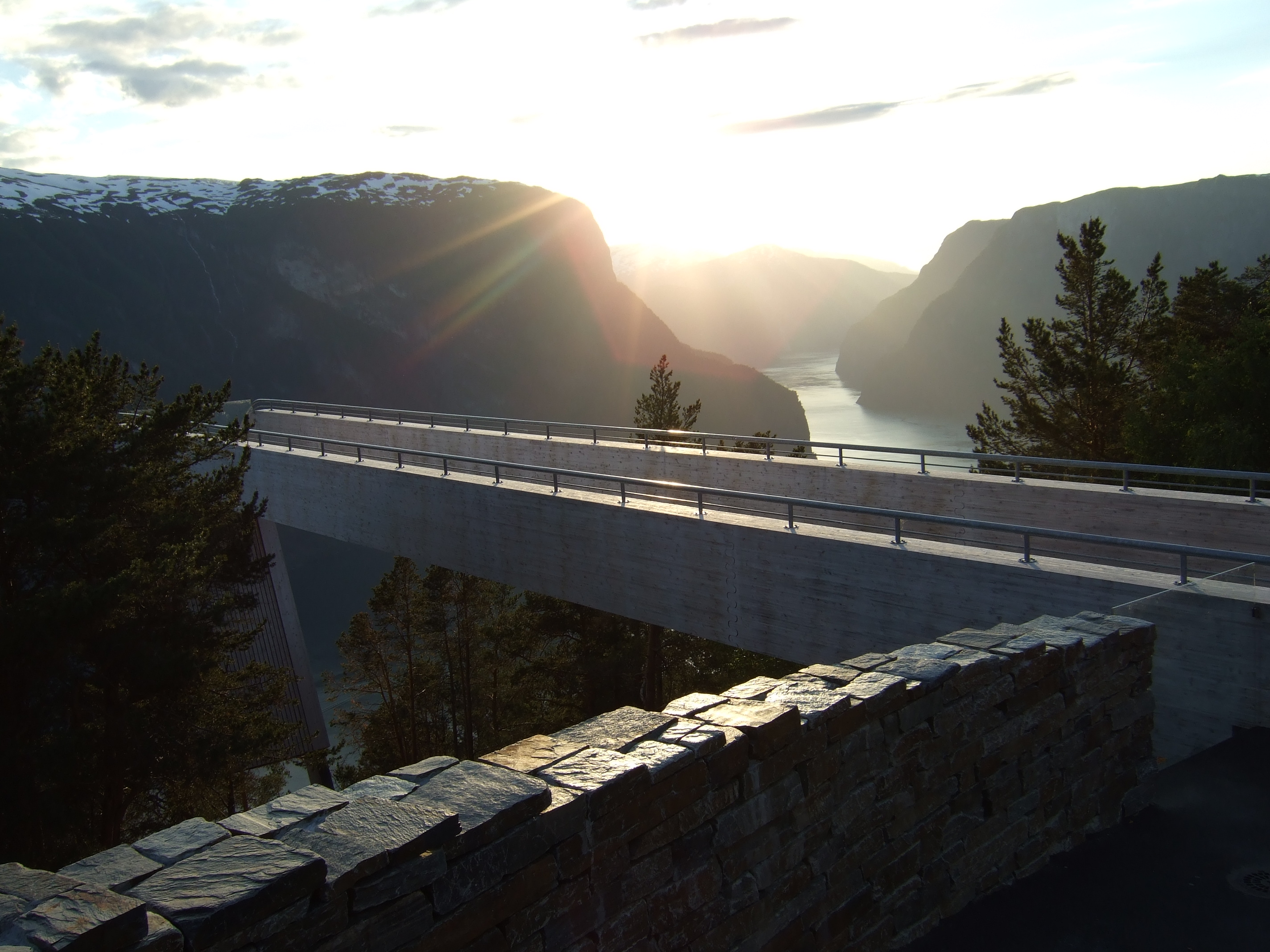
Stegastein

Aurlandsfjellet is een nationale toeristenweg in Noorwegen. De bewegwijzerde route is 47 kilometer lang en loopt van Lærdalsøyri tot Aurlandsvangen. Stopplaatsen zijn onder andere Stegastein, Vedahaugene.